# جون مايرز
جون مايرز (بالإنجليزية: John Myers)‏ هو رسام ومصور بريطاني، ولد في 1944.